# سمسان
سمسان (بالفارسية: سمسان) هي قرية تقع في قسم غركن الشمالي الريفي (مقاطعة فلاورجان) في إيران. يقدر عدد سكانها بـ 566 نسمة بحسب إحصاء 2016.